# Joseph Bonaduce
Pour les articles homonymes, voir Bonaduce.
Joseph Bonaduce est un scénariste américain né le 5 février 1927 à Jessup, en Pennsylvanie, et mort le 3 août 2004 à Northridge, en Californie (États-Unis).

## Filmographie
- 1979 : California Fever (série télévisée)
- 1964 : Bandstand (série télévisée)
- 1968 : Madame et son fantôme (The Ghost & Mrs. Muir) (série télévisée)
- 1968-1969 : Doris comédie (The Doris Day Show) (série télévisée)
- 1969 : L'Homme de fer (série télévisée) (Ironside) (série télévisée)
- 1972 : Bonanza (série télévisée)
- 1973 : Thicker Than Water (en) (série télévisée)
- 1974 : Apple's Way (en) (série télévisée)
- 1974-1975 : La Petite Maison dans la prairie (Little House on the Prairie puis Little House: A New Beginning) (série télévisée)
- 1974-1975 : La Famille des collines (The Waltons) (série télévisée)
- 1978 : Zwei himmlische Töchter (feuilleton TV)